# Barbechos
Barbechos (auch: Barvechos) (deutsch Brache) ist eine Streusiedlung im Departamento Chuquisaca im südamerikanischen Andenstaat Bolivien.

## Lage im Nahraum
Barbechos liegt in der Provinz Azurduy und ist eine Ortschaft im Cantón Antonio Lípez im Municipio Azurduy. Die Ortschaft liegt auf einer Höhe von 2597 m im Quellgebiet des Río Horcani, der flussabwärts aus östlicher Richtung in den Río Pilcomayo mündet.

## Geographie
Barbechos liegt zwischen dem Altiplano im Westen und dem Tiefland im Osten in einem der nord-südlich verlaufenden Seitentäler der bolivianischen Cordillera Central. Das Klima der Region ist ein ausgesprochenes Tageszeitenklima, bei dem die Temperaturunterschiede zwischen Tag und Nacht deutlicher schwanken als die Durchschnittswerte zwischen Sommer und Winter.
Die jährliche Durchschnittstemperatur liegt bei 14 °C (siehe Klimadiagramm Azurduy), die Monatswerte schwanken zwischen 10 °C im Juni/Juli und 16 °C im Dezember/Januar. Der Jahresniederschlag hat einen Wert von knapp 550 mm, mit einer Trockenzeit und monatlichen Werten unter 10 mm von Mai bis August und Höchstwerten von 100 bis 110 mm von Dezember bis Februar.

## Verkehrsnetz
Barbechos liegt in einer Entfernung von 349 Straßenkilometern südöstlich von Sucre, der Hauptstadt des Departamentos.
Durch Sucre führt die 976 Kilometer lange Nationalstraße Ruta 6, welche die Hauptstadt mit dem bolivianischen Tiefland und der dortigen Millionenstadt Santa Cruz verbindet. Die Straße von Sucre nach Osten ist nur auf den ersten 67 Kilometern bis Tarabuco asphaltiert, die folgenden 120 Kilometer bis Padilla tragen eine unbefestigte Schotterdecke. Fünfzehn Kilometer vor Padilla zweigt eine unbefestigte Landstraße nach Süden ab und führt über Alcalá und Tarvita nach 128 Kilometern nach Cimientos und weiter nach Azurduy.
Zwei Kilometer vor Cimientos zweigt eine Nebenstrecke zuerst in südwestlicher Richtung ab, führt dann aber in nordwestlicher Richtung über die Ortschaften Pampas Sepulturas und Barbechos, bevor sie von dort wieder nach Südwesten umschwenkt und nach Tablani führt.

## Bevölkerung
Die Einwohnerzahl der Ortschaft ist in dem Jahrzehnt zwischen den beiden letzten Volkszählungen deutlich zurückgegangen:
| Jahr | Einwohner         | Quelle       |
| ---- | ----------------- | ------------ |
| 1992 | keine Detaildaten | Volkszählung |
| 2001 | 447               | Volkszählung |
| 2012 | 138               | Volkszählung |
| 2024 |                   | Volkszählung |